# Anna Regina Welsch
Anna Regina Welsch (* 11. August 1655 in Leipzig; † 22. August 1674 in Leipzig) entstammte einer Leipziger Medizinerfamilie. Ihre Eltern errichteten ihr zu Ehren in der Universitätskirche St. Pauli zu Leipzig ein Epitaph. Dieses konnte vor der 1968 vorgenommenen Sprengung der Kirche geborgen werden und ist im jetzigen Paulinum (Universität Leipzig) zu sehen.

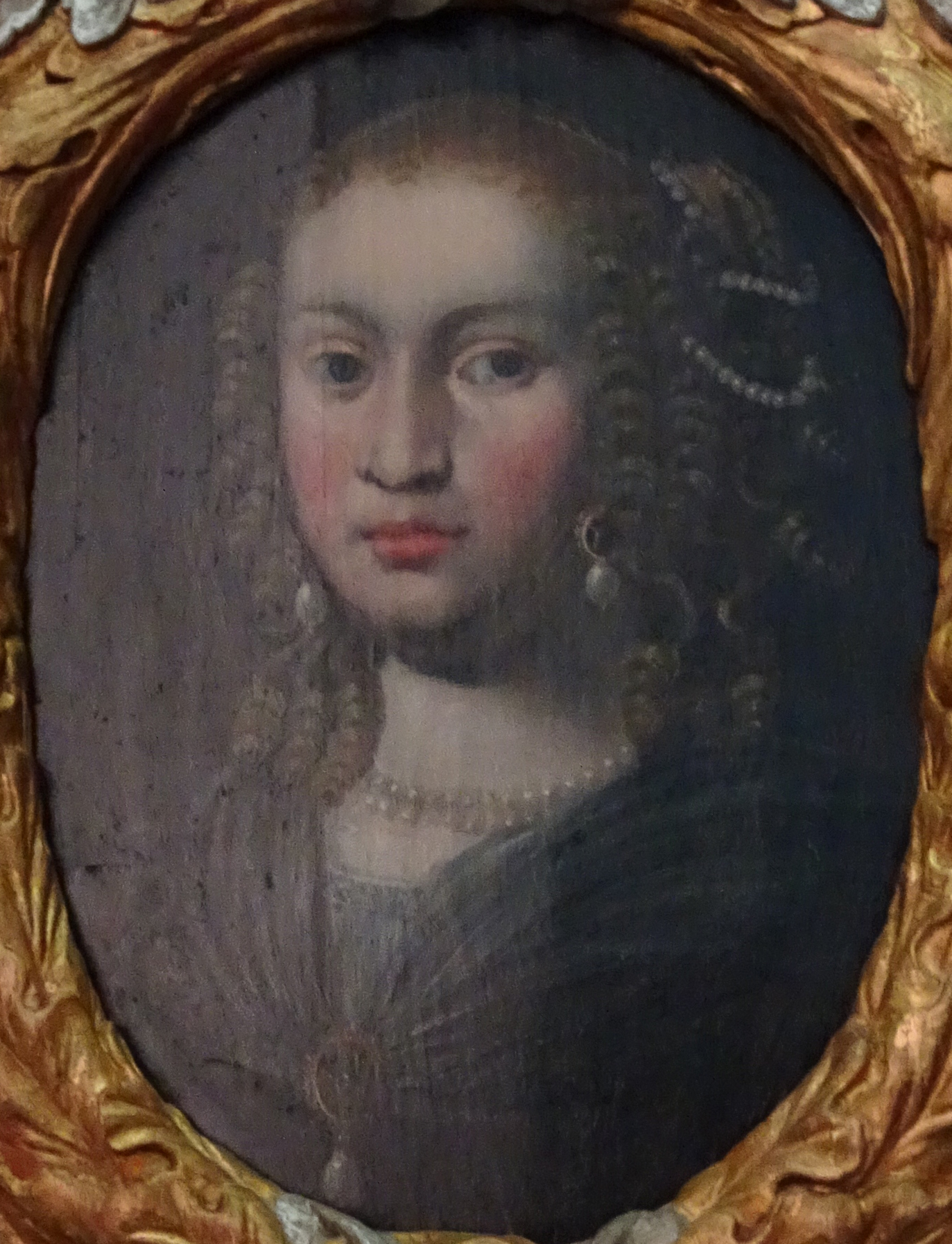
Ausschnitt des Epitaphs für Anna Regina Welsch

## Familie
Die Eltern von Anne Regina Welsch sind der Mediziner Gottfried Welsch und seine Frau Maria, geb. Anckelmann. Sie hatte 8 Brüder und 4 Schwestern.
Sie starb bereits kurz nach ihrem 19. Geburtstag und wurde am 27. August 1674 in der Universitätskirche St. Pauli zu Leipzig beigesetzt.

## Epitaph

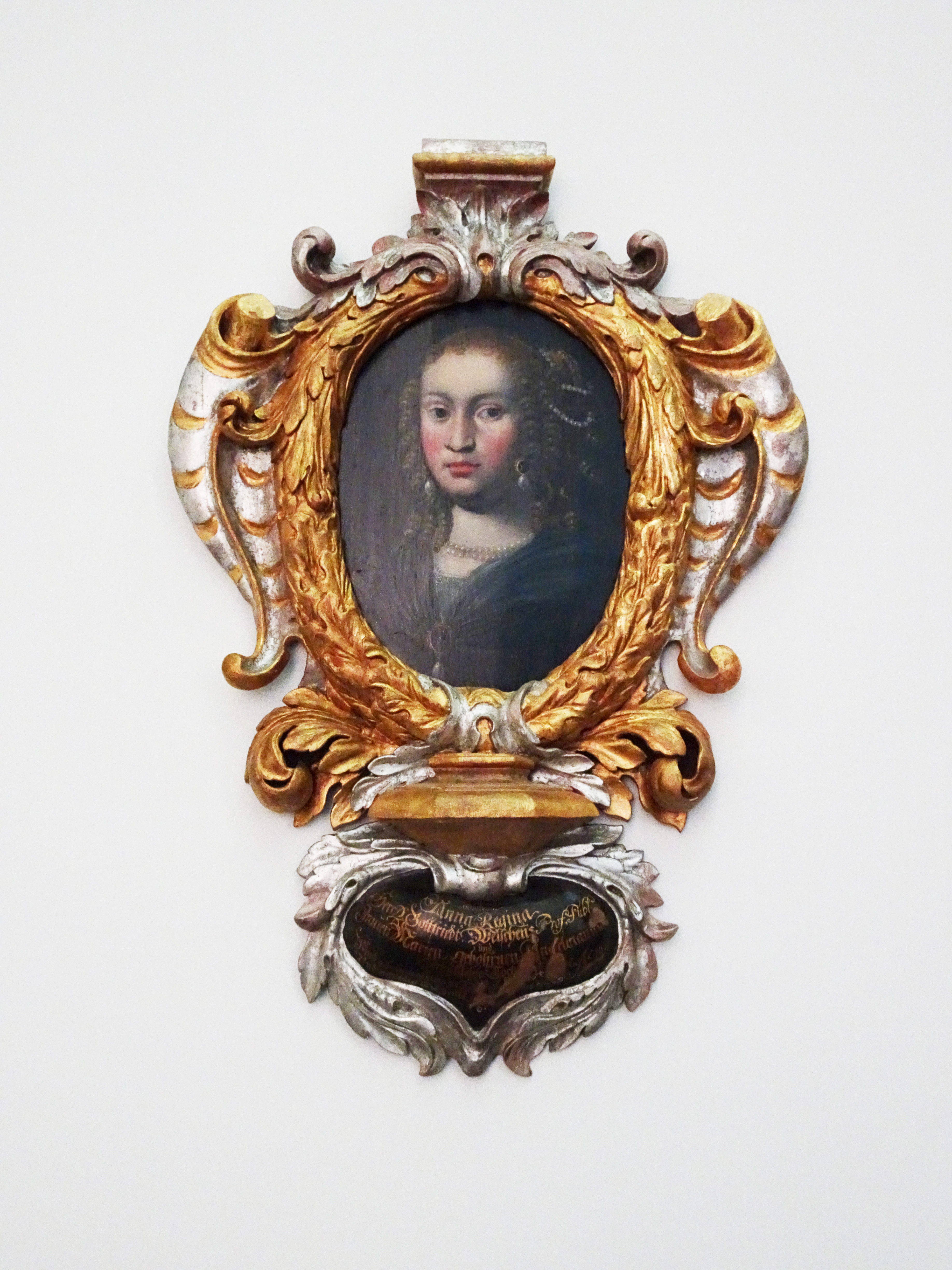
Epitaph für Anna Regina Welsch

Das im Stil des Barock geschaffene Epitaph besteht aus einer Rahmung in Silber und Gold, die ein Porträt der Verstorbenen sowie eine kurze Inschrift umschließt. Der Schöpfer des Epitaphs ist leider nicht bekannt.